# Hans Kohlsdorfer
Hans Richard Karl Kohlsdorfer (* 24. August 1892 in Breslau; † 25. Juli 1969 in Hennef) war ein deutscher Generalmajor im Zweiten Weltkrieg.

## Leben und Tätigkeit

### Frühes Leben und Erster Weltkrieg
Kohlsdorfer war ein Sohn des Regierungsrates Ernst Kohlsdorfer und dessen Ehefrau Martha, geborene Waetzmann. Er besuchte Volksschule und humanistische Gymnasien in Gleiwitz und Kreuzburg. Nachdem er 1911 das Abitur bestanden hatte, trat er im April 1911 als Fahnenjunker in das 7. Westpreußische Infanterie-Regiment Nr. 155 der Preußischen Armee ein und avancierte bis Mitte August 1912 zum Leutnant.
Während des Ersten Weltkriegs war Kohlsdorfer zunächst Adjutant des III. Bataillons. Später wurde er als Beobachter und Führer des Flieger-Bataillons 69 sowie als Kompanieführer beim Infanterie-Regiment „Hamburg“ (2. Hanseatisches) Nr. 76 verwendet. Während des Krieges wurde er am 27. Januar 1916 zum Oberleutnant befördert sowie für sein Wirken mit beiden Klassen des Eisernen Kreuzes ausgezeichnet.

### Weimarer Republik und Laufbahn in der SA
Nach dem Krieg wechselte Kohlsdorfer zum 1. Januar 1920 in den preußischen Polizeidienst: Im Dezember 1919 erbat er seinen Abschied aus der Armee, der formell mit Verfügung des Reichswehrministeriums vom 27. März 1920 bewilligt, tatsächlich aber bereits zur Jahreswende vollzogen, wurde. Faktisch trat er zum 1. Januar 1920 zur Sicherheitspolizei über. Am 20. Juni 1921 wurde er zum Polizeihauptmann ernannt. Er schied mit dem 30. April 1922 auf eigenen Antrag aus dem Polizeidienst aus.
Von 1922 bis 1933 arbeitete er in verschiedenen kaufmännischen Stellungen als Reisender und Geschäftsführer, u. a. als Reisevertreter bei der Breslauer Spritfabrik, Produkten-Abteilung (1. August 1923 bis 1. Oktober 1924), als Geschäftsführer bei der Zweigstelle Oels des Reichslandbundes AG in Breslau (15. Oktober 1924 bis 30. Juni 1925), als Reisevertreter bei der Firma Gruendel e& Vetter in Breslau (1. September 1925 bis 31. Mai 1926), als Reisevertreter bei Silesia, Verein ehemaliger Fabriken in Saarau (8. Juli 1926 bis 15. Juli 1931), als Fachbeamter bei der Firma Schering-Kahlbaum (1. Juni 1933 bis 31. Januar 1934).
Zum 1. Dezember 1930 trat Kohlsdorfer der NSDAP bei (Mitgliedsnummer 369.734). Zum 1. August 1931 schloss er sich außerdem der SA an. Von Juli 1933 bis zum 10. Februar 1934 führte er die SA-Standarte 1 in Breslau innerhalb der SA-Gruppe Schlesien. Anfang 1934 wurde er hauptamtlicher SA-Führer.
Am 10. Februar 1934 wurde Kohlsdorfer damit beauftragt, ein SA-Hilfswerklager in Breslau aufzustellen und zu führen: Dies war eine Einrichtung auf dem Gelände des ehemaligen Siechenkrankenhauses der Stadt, in der mehrere hundert arbeitslose SA-Männer beschäftigt und zugleich im Sinne der SA-Führung paramilitärisch geschult wurden. Im Mai 1934 wurde er dann mit der Neuaufstellung von zwei weiteren Hilfswerklagern beauftragt und übernahm zugleich die Oberaufsicht über sämtliche SA-Hilfwerkslager im Gebiet der Provinz Schlesien. Anlässlich der als Röhm-Putsch bekannt gewordenen Säuberungsaktion der NS-Regierung vom Sommer 1934 wurde das Breslauer Lager von einer Abteilung der preußischen Landespolizei abgeriegelt und die Insassen für mehrere Tage in dem Lager interniert. Kohlsdorfer entging der zunächst von Hermann Göring angeordneten Erschießung. Der Leiter des Breslauer SS-Abschnitts, Theodor Berkelmann, der Kohlsdorfers Telefongespräche überwacht hatte, wusste genau, dass dieser sich nichts zu Schulden hatte kommen lassen und bürgte mit seinem Kopf dafür, dass von Kohlsdorfer keine Gefahr ausging.

### Rückkehr ins Militär und Zweiter Weltkrieg (1934 bis 1945)
Bald nach der Röhm-Affäre im Sommer 1934 schied Kohlsdorfer aus der SA aus. Er kehrte in den Militärdienst zurück: Zum 1. Oktober 1934 wurde er als Hauptmann reaktiviert und bis zum 1. Oktober 1938 als Kompaniechef im Infanterie-Regiment 39 verwendet. Während dieser Zeit wurde er am 1. Januar 1937 zum Major befördert. Vom 1. Oktober bis zum 10. November 1938 diente er als Bataillonskommandeur beim Infanterie-Regiment 78 und wurde dann zum Infanterie-Regiment 77 versetzt. Vom 3. Januar 1939 über den Beginn des Zweiten Weltkriegs bis zum 28. August 1941 war Kohlsdorfer Kommandeur des I. Bataillons und stieg am 1. Juni 1940 zum Oberstleutnant auf. Kurzzeitig war er bis 11. September 1941 mit der Führung des Infanterie-Regiments 37 beauftragt, befand sich dann bis 20. Oktober in der Führerreserve und übernahm anschließend die Führung des Infanterie-Regiments 254.
Am 30. Januar 1942 erfolgte seine Ernennung zum Regimentskommandeur. In dieser Eigenschaft erhielt Kohlsdorfer am 28. Februar das Deutsche Kreuz in Gold und wurde am 1. April 1942 zum Oberst befördert. Nachdem er im Februar 1945 das Kommando abgegeben hatte, beauftragte man ihn mit der Führung der 545. Volksgrenadier-Division. Unter Beförderung zum Generalmajor wurde er am 20. April 1945 zum Divisionskommandeur ernannt.

### Nachkriegszeit
Nach der Bedingungslosen Kapitulation der Wehrmacht geriet Kohlsdorfer am 12. Mai 1945 in sowjetische Kriegsgefangenschaft. In dieser blieb er mehr als zehn Jahre bis zum 6. Oktober 1955. Nach seiner Entlassung aus der Gefangenschaft ließ er sich in Westdeutschland nieder.

## Familie
Kohlsdorfer war seit dem 6. Juli 1923 mit Martha Mehlich verheiratet. Er hatte einen Adoptivsohn Karl Kohlsdorfer (* 1917).

## Überlieferung
Das Bundesarchiv-Militärarchiv in Freiburg besitzt zwei Personalakten zu Kohldorfer (PERS 6/300030 uns PERS 6/1493). Diese sind vom Archiv digitalisiert worden und über die invenio-Datenbank online abruf- und durchlesbar.